# La Voz (México)
La Voz é um talent show mexicano produzido e exibido pela Azteca Uno. É a versão mexicana do formato original holandês The Voice of Holland, criado por John de Mol. O programa estreou originalmente em 11 de setembro de 2011 no Las Estrellas. O programa faz parte da franquia internacional do The Voice.
O México foi o primeiro país de língua espanhola a adaptar este formato e o primeiro entre 6 em todo o mundo. O primeiro episódio da série obteve uma nota de 28.2/47.1, superando a nota da série espanhola La Academia de 9.6/17.
A última temporada produzida pela Televisa teve Lele Pons como apresentadora e Maluma, Anitta, Carlos Rivera e Natalia Jiménez como jurados. Em 2019, a licença do formato The Voice foi adquirida da Televisa para a TV Azteca. Uma nova edição foi anunciada para esta temporada com um título diferente (La Voz em vez de La Voz ... México) com a liderança de Jimena Pérez e com Ricardo Montaner, Yahir, Belinda e Lupillo Rivera como Coaches.

## Formato
A série consiste em três fases: uma audição cega, uma fase de batalha e shows ao vivo. Quatro juízes / treinadores, todos notáveis artistas de gravação, escolhem equipes de concorrentes por meio de um processo de audição cega.

### Primeira Fase - As Audições Cegas
Cada juiz tem a duração do desempenho do audicionista (cerca de um minuto) para decidir se ele ou ela quer o cantor em sua equipe; se dois ou mais juízes quiserem o mesmo cantor (como acontece frequentemente), o cantor tem a escolha final do técnico. Cada equipe de cantores (12 por equipe) é orientada e desenvolvida por seu respectivo treinador.

### Segunda Fase - As Rodadas de Batalha
No segundo estágio, chamado  'The Battle Rounds' , os técnicos têm dois de seus membros lutando uns contra os outros diretamente cantando a mesma música juntos, com o técnico escolhendo qual membro da equipe deve avançar em cada uma das batalhas individuais. "na primeira rodada ao vivo.

### Terceira Fase - O Resgate
Na segunda temporada, uma nova etapa foi adicionada, na qual os técnicos podem salvar um membro de sua equipe que foi eliminado na Rodada de Batalhas. Nesta nova etapa, cada técnico selecionará dois competidores eliminados; eles recebem uma música diferente e lutam. No final, apenas um deles vence e continua nos shows ao vivo.

### Quarta Fase - Os Shows de Performance ao Vivo
No primeiro show ao vivo, os sobreviventes de cada equipe novamente competem frente-a-frente, com votos públicos determinando um dos cinco atos de cada equipe que avançará para o Oito Final, enquanto o técnico escolhe qual dos três atos restantes inclui o outro artista restante na equipe.
Na fase final, os competidores restantes competem uns contra os outros em transmissões ao vivo para o voto do público. A audiência televisiva e os treinadores têm o mesmo nível 50/50 em decidir quem vai para a fase Final 4. Com um membro da equipe restante para cada treinador, os competidores competem uns contra os outros no final com o resultado decidido exclusivamente pelo voto do público.

## Coaches
| Temporada | Coaches          | Coaches        | Coaches          | Coaches          |
| --------- | ---------------- | -------------- | ---------------- | ---------------- |
| 1         | Aleks Syntek     | Espinoza Paz   | Lucero           | Alejandro Sanz   |
| 2         | Jenni Rivera     | Beto Cuevas    | Paulina Rubio    | Miguel Bosé      |
| 3         | David Bisbal     | Marco Antonio  | Alejandra Guzmán | Wisin & Yandel   |
| 4         | Yuri             | Julión Álvarez | Laura Pausini    | Ricky Martin     |
| 5         | J Balvin         | Gloria Trevi   | Tigres del Norte | Alejandro Sanz   |
| 6         | Yuri             | Carlos Vives   | Laura Pausini    | Maluma           |
| 7         | Natalia Jiménez  | Carlos Rivera  | Anitta           | Maluma           |
| 8         | Lupillo Rivera   | Belinda        | Yahir            | Ricardo Montaner |
| 9         | Ricardo Montaner | Belinda        | María José       | Christian Nodal  |
| 10        | María José       | Miguel Bosé    | Edith Márquez    | Jesús Navarro    |

## Sumário

### Las Estrellas
Legenda de cores
| Time Alejandro Time Espinoza Time Lucero Time Syntek Time Beto Time Jenni | Time Miguel Time Paulina Time David Time Guzmán Time Marco Team Wisin & Yandel | Time Julión Time Laura Time Ricky Time Yuri Time Balvin Time Gloria | Time Tigres Time Maluma Time Vives Time Anitta Time Carlos Time Natalia |

| Temp. | Ano  | Vencedor(a)       | Vice               | 3.º colocado/a     | 4.º colocado/a  | Técnico/a vencedor(a) | Apresentador(es)       | Apresentador(es) |
| ----- | ---- | ----------------- | ------------------ | ------------------ | --------------- | --------------------- | ---------------------- | ---------------- |
| 1     | 2011 | Óscar Cruz        | Alejandra Orozco   | Óscar Garrido      | Gabriel Navarro | Alejandro Sanz        | Mark Tacher            | Cynthia Urias    |
| 2     | 2012 | Luz María Ramírez | Miguel & Alejandro | Gerardo Bazúa      | Ximena Villalón | Jenni Rivera          | Jacqueline Bracamontes | Cynthia Urias    |
| 3     | 2013 | Marcos Razo       | Willy Espinoza     | Carolina Ross      | Kate Botello    | Marco Antonio Solís   | Jacqueline Bracamontes | Lidia Ávila      |
| 4     | 2014 | Guido Rochin      | Kike Jiménez       | Agina Álvarez      | Natalia Sosa    | Julión Álvarez        | Jacqueline Bracamontes | Paty Cantú       |
| 5     | 2016 | Yuliana Martínez  | Eddy Ray           | Poncho Arocha      | Jorge Eduardo   | J Balvin              | Jacqueline Bracamontes | Natalia Téllez   |
| 6     | 2017 | Luis Adrián Cruz  | Leslie Mar         | Irlanda Valenzuela | Mayela Orozco   | Laura Pausini         | Jacqueline Bracamontes | Odalys Ramírez   |
| 7     | 2018 | Cristina Ramos    | Diana Villamonte   | Carmen Goett       | Delian          | Carlos Rivera         | Lele Pons              | Odalys Ramírez   |

### TV Azteca
Legenda de cores
| Time Belinda Time Ricardo | Time Lupillo Time Yahir | Time María Time Nodal | Time Edith Time Jesús | Time Yuridia Time David | Time Ha*Ash Time Joss |

| Temp. | Ano  | Vencedor(a)      | Vice                | 3.º colocado/a | 4.º colocado/a  | Técnico/a vencedor(a) | Apresentador(es) | Apresentador(es) |
| ----- | ---- | ---------------- | ------------------- | -------------- | --------------- | --------------------- | ---------------- | ---------------- |
| 8     | 2019 | Fatima Dominguez | Leo Rosas           | Viviann Baeza  | Mashiakh & Dara | Lupillo Rivera        | Jimena Pérez     | —                |
| 9     | 2020 | Fernando Sujo    | Alexis Tanguma      | Glenda Ramírez | Prudence        | Christian Nodal       | Eddy Vilard      | Sofía Aragón     |
| 10    | 2021 | Sherlyn Sánchez  | Arturo De La Fuente | Arantza        | Kike Aristi     | Edith Márquez         | Eddy Vilard      | Sofía Aragón     |
| 11    | 2022 | Fátima Elizondo  | Anyelique Solorio   | Marcela López  | Sandra Guevara  | Yuridia               | Eddy Vilard      | Sofía Aragón     |

## Assistentes convidados
| Temporada | Técnicos e assistentes convidados | Técnicos e assistentes convidados | Técnicos e assistentes convidados | Técnicos e assistentes convidados |
| 1         | Alejandro Sanz                    | Lucero                            | Espinoza Paz                      | Aleks Syntek                      |
| --------- | --------------------------------- | --------------------------------- | --------------------------------- | --------------------------------- |
| 1         | Mario Domm                        | Manuel Mijares                    | David Bisbal                      | Joy                               |
| 2         | Miguel Bosé                       | Paulina Rubio                     | Beto Cuevas                       | Jenni Rivera †                    |
| 2         | Ximena Sariñana                   | Jesús Navarro                     | Ha*Ash                            | Espinoza Paz                      |
| 3         | Wisin & Yandel                    | Alejandra Guzmán                  | Marco Antonio Solís               | David Bisbal                      |
| 3         | Prince Royce                      | Motel                             | Edith Márquez                     | Paty Cantú                        |
| 4         | Ricky Martin                      | Laura Pausini                     | Julión Álvarez                    | Yuri                              |
| 4         | Mario Domm                        | Alex Ubago                        | Ricardo Montaner                  | Poncho Lizarraga                  |
| 5         | Alejandro Sanz                    | Los Tigres del Norte              | Gloria Trevi                      | J Balvin                          |
| 5         | Paty Cantú                        | Diego Torres                      | Manuel Carrasco                   | Julión Álvarez                    |
| 7         | Maluma                            | Anitta                            | Carlos Rivera                     | Natalia Jiménez                   |
| 7         | Piso 21                           | Prince Royce                      | Tommy Torres                      | Sofía Reyes                       |

## La Voz Kids

### Coaches
| Temporada | Coaches        | Coaches                   | Coaches | Coaches    |
| --------- | -------------- | ------------------------- | ------- | ---------- |
| 1         | Rosario Flores | Emmanuel & Manuel Mijares | Maluma  | —          |
| 2         | Lucero         | Carlos Rivera             | Melendi | —          |
| 3         | Belinda        | Mau & Ricky               | Camilo  | Maria José |

### Sumário

#### Las Estrellas
Legenda de cores
| Team Rosario Team Emmanuel & Mijares Team Maluma | Team Melendi Team Lucero Team Carlos |

| Temp. | Ano  | Vencedor(a)    | Vice           | 3.º colocado/a | Técnico/a vencedor(a) | Apresentador(es) | Apresentador(es) |
| ----- | ---- | -------------- | -------------- | -------------- | --------------------- | ---------------- | ---------------- |
| 1     | 2017 | Eduardo Barba  | Mariana Najera | Deylan López   | Maluma                | Yuri             | Olivia Peralta   |
| 2     | 2019 | Roberto Xavier | Mario Girón    | Mónica Plehn   | Lucero                | Yuri             | Olivia Peralta   |

#### TV Azteca
Legenda de cores
| Team Belinda | Team Camilo | Team María José | Team Mau y Ricky |

| Temp. | Ano  | Vencedor(a)       | Vice              | 3.º colocado/a    | 4.º colocado/a    | Técnico/a vencedor(a) | Apresentador(es) | Apresentador(es) |
| ----- | ---- | ----------------- | ----------------- | ----------------- | ----------------- | --------------------- | ---------------- | ---------------- |
| 3     | 2021 | Próxima temporada | Próxima temporada | Próxima temporada | Próxima temporada | Próxima temporada     | Eddy Vilard      | Sofía Aragón     |

## La Voz Senior

### Coaches
| Temporada | Coaches          | Coaches | Coaches        | Coaches |
| --------- | ---------------- | ------- | -------------- | ------- |
| 1         | Ricardo Montaner | Yahir   | Lupillo Rivera | Belinda |
| 2         | Ricardo Montaner | Yahir   | Maria José     | Belinda |

### Sumário
Legenda de cores
| Time Belinda Time Montaner Time Yahir | Time Lupillo Time María José |

| Temp. | Ano  | Vencedor(a)       | Vice              | 3.º colocado/a    | 4.º colocado/a    | Técnico/a vencedor(a) | Apresentador(a) |
| ----- | ---- | ----------------- | ----------------- | ----------------- | ----------------- | --------------------- | --------------- |
| 1     | 2019 | Salvador Rivera   | Genaro Palacios   | Cuca Tena         | Jorge Orozco      | Ricardo Montaner      | Jimena Pérez    |
| 2     | 2021 | Próxima temporada | Próxima temporada | Próxima temporada | Próxima temporada | Próxima temporada     | Eddy Vilard     |